# Zeriassa spinulosa
Zeriassa spinulosa är en spindeldjursart som beskrevs av Pocock 1898. Zeriassa spinulosa ingår i släktet Zeriassa och familjen Solpugidae. Inga underarter finns listade i Catalogue of Life.